# Антон Вальдманн
Антон Вальдманн (нім. Anton Waldmann; 21 лютого 1878, Цвізель — 26 березня 1941, Мюнхен) — німецький військовий медик, генерал медичної служби вермахту.

## Біографія
Син ветеринара. 1 квітня 1898 року поступив на службу в Баварську армію. Учасник Балканських війн і Першої світової війни. Після демобілізації армії залишений у рейхсвері. Був членом численних наукових товариств, університетів і академій.
З 1 листопада 1932 року — начальник 14-ї (санітарної) інспекції сухопутних військ і голова Наукового сенату з питань військової медицини. Користувався довірою президента Пауля фон Гінденбурга. З 2 по 10 червня 1936 року брав участь у 9-му міжнародному конгресі військової медицини і фармакології в Бухаресті. В 1939 році також став членом Наукового сенату з питань військової ветеринарії. З 1 вересня 1939 року підкорявся командувачу резервною армією Фрідріху Фромму, від імені ОКВ очолив всю медичну службу вермахту. Восени 1940 року потрапив у автомобільну аварію, внаслідок якої дуже постраждав, тому 17 грудня 1940 року подав прохання про відставку. 1 січня 1941 року заступник Вальдманна Зіґфрід Гандлозер замінив його на посаді санітарного інспектора сухопутних військ. 31 січня звільнений з армії. 26 березня помер. 30 березня за наказом Адольфа Гітлера відбувся розкішний державний похорон, на якому виступив Фрідріх Фромм.

## Звання
- Лейтенант медичної служби (21 вересня 1903)
- Обер-лейтенант медичної служби (27 жовтня 1906)
- Гауптман медичної служби (27 березня 1913)
- Майор медичної служби (осінь 1919)
- Оберст-лейтенант медичної служби (1 лютого 1924)
- Оберст медичної служби (1 травня 1927)
- Генерал-майор медичної служби (1 травня 1931)
- Генерал-лейтенант медичної служби (1 травня 1931)
- Генерал медичної служби (1 листопада 1932)
- Генерал-лейтенант медичної служби (1934)
- Генерал медичної служби (18 січня 1937)

## Нагороди
- Залізний хрест 2-го і 1-го класу
- Медаль Червоного Хреста (Пруссія) 3-го класу
- Орден «За заслуги» (Баварія) 4-го класу з мечами
- Почесний професор військової санітарії Берлінського університету Фрідріха-Вільгельма (7 червня 1934)
- Почесний хрест ветерана війни з мечами
- Медаль «За вислугу років у Вермахті» 4-го, 3-го, 2-го і 1-го класу (25 років)
- Почесний знак Німецького Червоного Хреста
- Почесний знак «За турботу про німецький народ»
- Почесний член Кельнського (1938) і Мюнхенського університетів

## Вшанування пам'яті
В 1955 році на честь Вальдманна назвали казарми частин зв'язку бундесверу в Мюнхені (нім. Waldmann-Kaserne). В 1995 році казарми були розпущені.